# 16021 Caseyvaughn
16021 Caseyvaughn este un asteroid din centura principală de asteroizi.

## Descriere
16021 Caseyvaughn este un asteroid din centura principală de asteroizi. A fost descoperit pe 12 februarie 1999 la Socorro, New Mexico, în cadrul proiectului LINEAR. Asteroidul prezintă o orbită caracterizată de o semiaxă mare de 2,34 ua, o excentricitate de 0,06 și o înclinație de 5,8° în raport cu ecliptica.